# Chorebus groschkei
Chorebus groschkei är en stekelart som beskrevs av Griffiths 1967. Chorebus groschkei ingår i släktet Chorebus och familjen bracksteklar. Inga underarter finns listade i Catalogue of Life.